# تیگلات-پیلسر دوم
تیگلات-پیلسر دوم (به انگلیسی: Tiglath-Pileser II) شاه آشور بین سال‌های ٩۶٧-٩٣۵/٩٣۴ پ.م بوده است. نام تیگلات-پیلسر به معنای «توکل می‌کنم بر پسر اشارا» است (اشارا معبد بزرگ ایزد آشور و واقع در شهر آشور بود).